# Нове-Куписки
Нове-Куписки (пол. Nowe Kupiski) — деревня в Ломжинском повете Подляского воеводства Польши. Входит в состав гмины Ломжа. По данным переписи 2011 года, в деревне проживало 564 человека.

## География
Деревня расположена на северо-востоке Польши, на расстоянии приблизительно 7 километров к западу от города Ломжа, административного центра повета. Абсолютная высота — 125 метров над уровнем моря. Через Нове-Куписки проходит региональная автодорога 645.

## История
Согласно «Списку населенных мест Ломжинской губернии», в 1906 году в деревне Куписки нове проживало 438 человек (221 мужчина и 217 женщин). В конфессиональном отношении большинство население деревни составляли католики (437 человек). В административном отношении деревня входила в состав гмины Куписки Ломжинского уезда.
В период с 1975 по 1998 годы деревня являлась частью Ломжинского воеводства.